# Ruslan og Ludmila
Ruslan og Ludmila (russisk: Руслан и Людмила) er en sovjetisk spillefilm fra 1972 af Aleksandr Ptusjko.

## Medvirkende
- Valerij Kozinets som Ruslan
- Natalja Petrova som Ljudmila
- Vladimir Fjodorov
- Marija Kapnist
- Andrej Abrikosov som Vladimir